# Vera Dominke
Vera Dominke (Hildesheim, 23 septembre 1953) est une femme politique allemande. 